# Class 43 (HST)
Class 43 van British Rail (BR) is de aanduiding van de motorkoppen van de High Speed Train (HST) binnen de computernummering (TOPS).

## Geschiedenis
In 1970 begon British Rail Engineering Limited met de bouw van een prototype van een hogesnelheidstrein met dieseltractie (HSDT). Het besluit tot de bouw werd genomen door de British Railways Board tegen de achtergrond van beperkte financiële middelen. Hierdoor was er niet voldoende geld om het net grootschalig te elektrificeren, zodat nieuwe sneltreinen met diesel of gasturbines moesten worden uitgerust. De HSDT was bedoeld als tussenoplossing in afwachting van de Advanced Passenger Train (APT) met gasturbines.

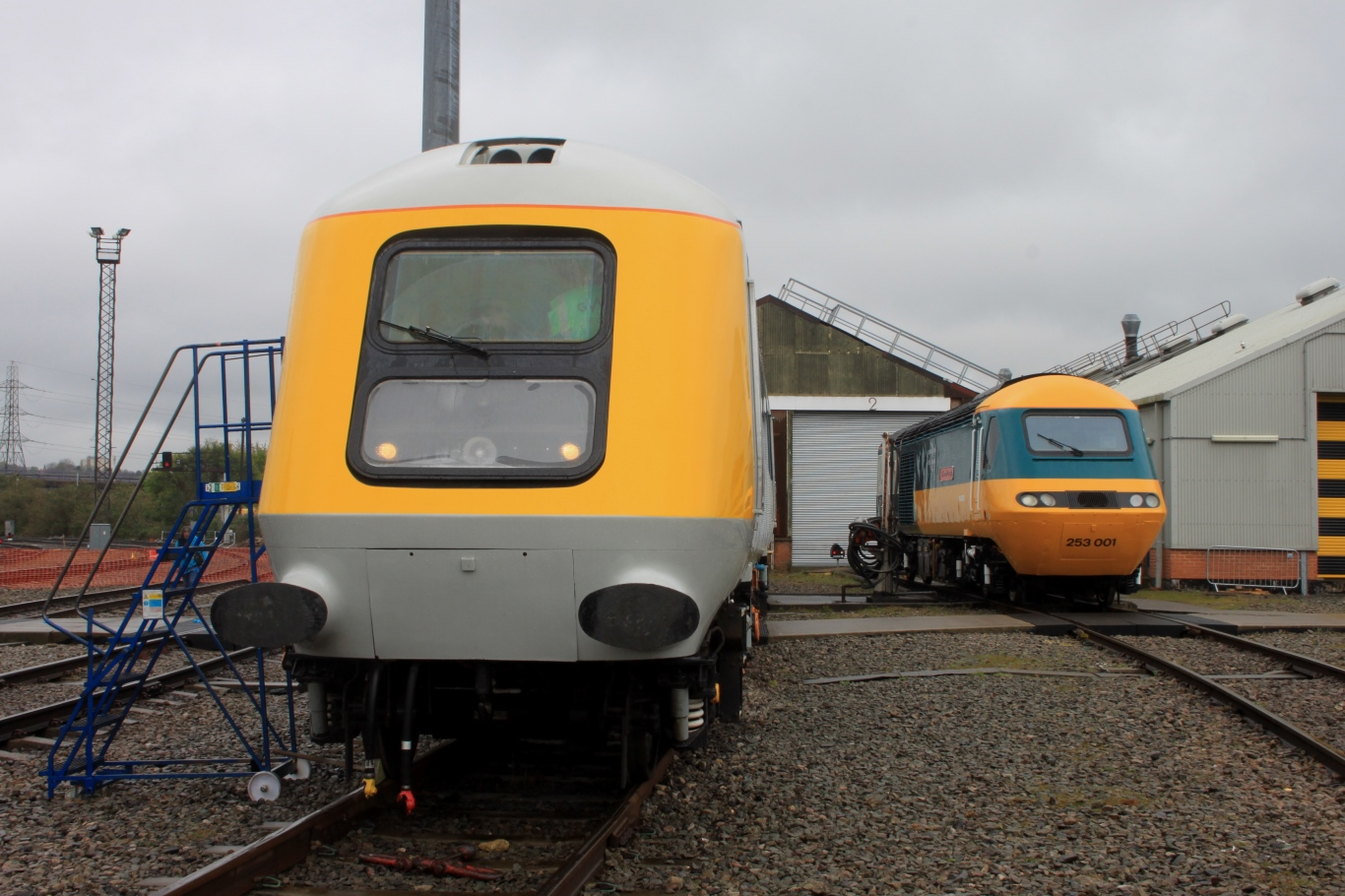
Prototype (links) en serieproductie (rechts).
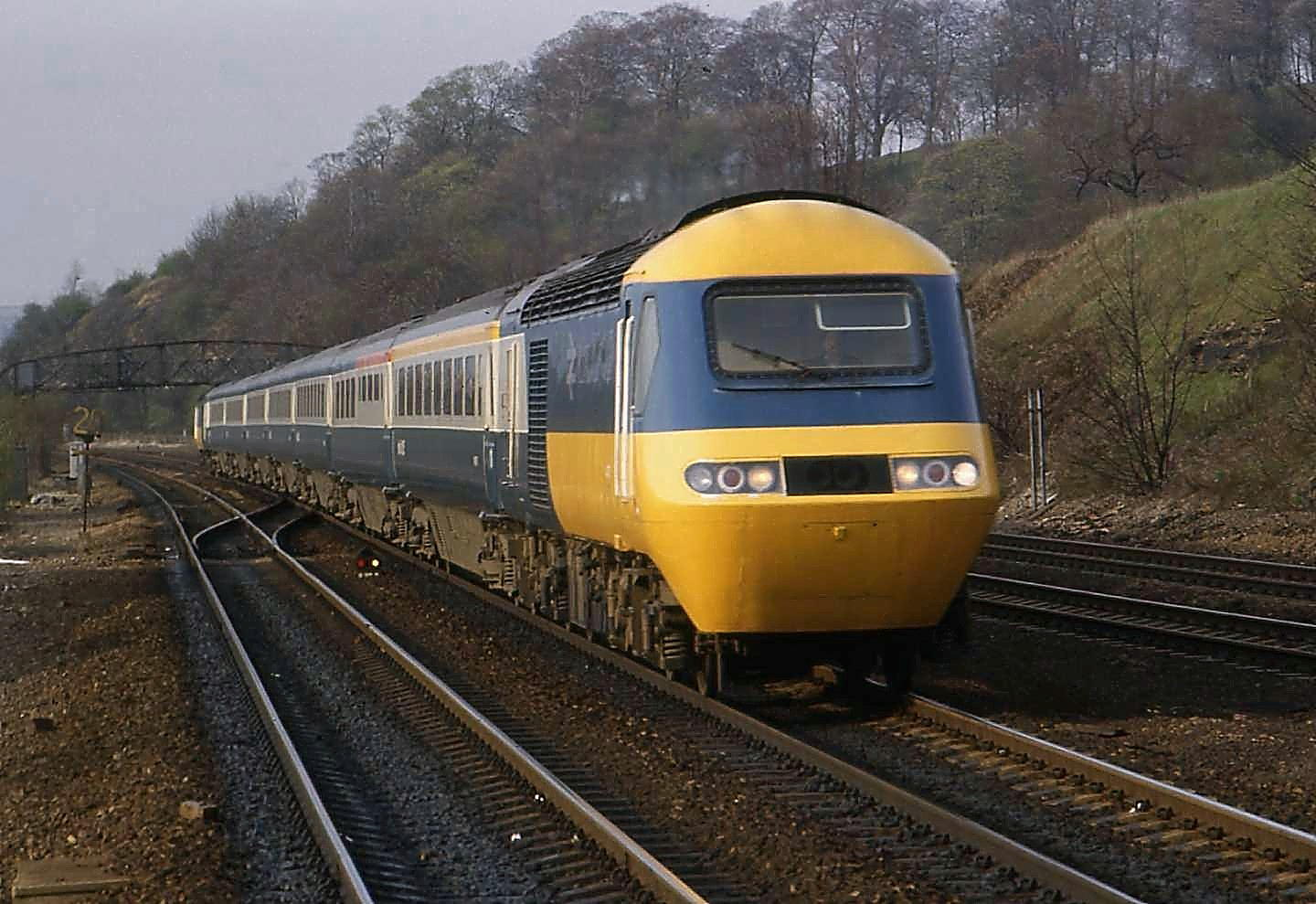
In Intercity 125 kleurstelling.
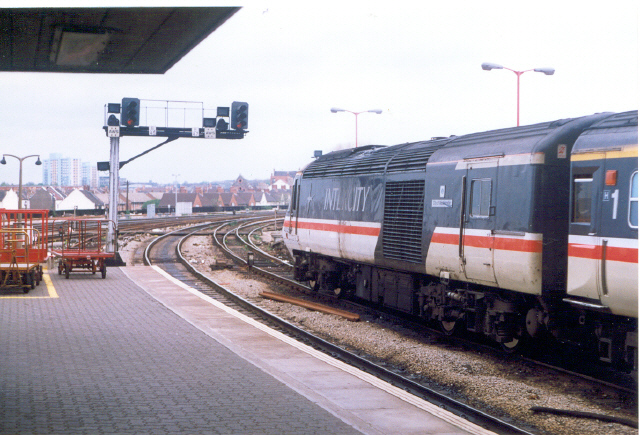
In de algemene Intercity kleurstelling.

## Serieproductie
Na succesvolle proefritten met het prototype, bestaande uit twee motorkoppen en zeven Mark 3 rijtuigen, werden bestellingen geplaatst door de Western, Eastern, Scottish en London Midland divisies van BR. Het uiterlijk van de motorkoppen werd geheel herzien en de stammen werden beschouwd als treinstel en ook als zodanig genummerd. Het prototype werd 252001 en de “treinstellen” met zeven rijtuigen werden genummerd als 253xxx en die met acht rijtuigen 254xxx. De motorkoppen werden in het TOPS genummerd van 43002 t/m 43198 opvolgend aan de hernummering van de prototype koppen die de nummers 43000 en 43001 kregen.

## Reizigersdienst
Op 4 oktober 1976 begon de reizigersdienst voor de class 43 met enkele ritten per dag tussen Londen Paddington en Bristol bij de Western region. Tot de aflevering van de laatste stam in 1982 werd de dienst stapsgewijs uitgebreid en kwamen er verbindingen bij. De reizigersdienst begon in de intercity 125 kleurstelling, in de jaren 80 van de twintigste eeuw introduceerde BR een nieuwe intercity kleurstelling. Na de privatisering van het spoor verschenen de stellen in de vele verschillende huisstijlen van de vervoerders op het spoor.